# Жамойда, Александр Иванович
Алекса́ндр Ива́нович Жамойда (5 декабря 1921, Петроград — 28 мая 2021) — советский и российский учёный-геолог, специалист в области стратиграфии, палеонтологии, региональной геологии и геологической картографии, член-корреспондент РАН (1987).

## Биография
Родился 5 декабря 1921 года в Петрограде.
В 1938 году, будучи школьником, вместе с Борисом Кудрявцевым и Валерием Байтманом участвовал в дешифровке древней письменности острова Пасхи. Впоследствии написал воспоминания об этой работе. Школьником посещал занятия по истории русского искусства, проходившие в Русском музее.
Окончил школу в 1939 году.
Участвовал в Великой Отечественной войне в составе отдельного зенитно-стрелкового дивизиона от предгорий Кавказа до Германии.
В 1947 году поступил на геологоразведочный факультет Ленинградского горного института (сейчас это — Санкт-Петербургский горный университет), и окончил его в 1952 году.
Ещё в годы учёбы начал работать во ВСЕГЕИ в коллективах под руководством Н. А. Беляевского и С. А. Музылева, участвовал в геологической съёмке на востоке страны.
Окончил аспирантуру при кафедре палеонтологии ЛГИ, защитив кандидатскую диссертацию по теме «Радиолярии верхнего палеозоя и нижнего мезозоя Ольга-Тетюхинского района и их стратиграфическое значение».
В 1956 году — заведующий лабораторией микрофауны ВСЕГЕИ.
В 1960—1962 годах — работа во Вьетнаме, где принял активное участие в составлении первой геологической карты масштаба 1:500 000 северной части страны.
После возвращения во ВСЕГЕИ в 1962 году возглавил отдел стратиграфии и палеонтологии.
В 1970 году защитил докторскую диссертацию, тема: «Биостратиграфия мезозойских кремнистых толщ Востока СССР», тогда же был назначен заместителем директора института по научной работе.
С 1970 по 1987 годы — директор ВСЕГЕИ.
В 1976 году присвоено ученое звание профессора.
В 1987 году избран членом-корреспондентом АН СССР.
Скончался 28 мая 2021 года [где?]. Похоронен в Санкт-Петербурге на Смоленском кладбище.

## Научная и общественная деятельность
В 1965 году организовал Комиссию по стратиграфической классификации терминологии и номенклатуре в составе Межведомственного стратиграфического комитета, разработав ряд необходимых для стратиграфии положений: понятие о комплексности обоснования Стратонов; принципы унификации терминологии и построения стратиграфической номенклатуры; представление о соотношениях стратиграфических границ и других, что позволило ему возглавить создание первого «Стратиграфического кодекса СССР» (1977), регламентирующего правила подготовки стратиграфической информации.
С 1971 года — член Национального Комитета геологии и Международной подкомиссии по стратиграфической классификации. На протяжении ряда лет работал в составе Научного комитета «Стратиграфия» Международной программы геологической корреляции (МПГК).
В 1992 году была издана новая усовершенствованная редакция «Кодекса России», а в дальнейшем, в 2000 году, дополненного.
В 1996 году под его руководством вышла в свет коллективная фундаментальная монография о стратиграфических кодексах, в которой рассмотрено около 60 национальных и международных кодексных изданий.
24 года занимал пост вице-президента Международной комиссии по геологической карте Мира. За этот период опубликовано 12 докладов о достижениях отечественной геологической картографии.
Участвовал в создании крупных стратиграфо-палеонтологических и региональных геологических изданий.
Редактор многотомного издания Стратиграфического словаря СССР, был редактором тома «Стратиграфия», обобщающей монографии «Геологическое строение СССР», заместитель главного редактора Геологической карты СССР масштаба 1:2 500 000 (4-е издание), многотомных трудов «Стратиграфия СССР», «Геологическое строение СССР и закономерности размещения полезных ископаемых», член редколлегии многотомного издания «Практическое руководство по микрофауне СССР», один из редакторов и ведущих авторов книги «Практическая стратиграфия», член редколлегий Геологического словаря, Геологической карты СССР масштаба 1:1 000 000 (новая серия), редактор-консультант Горной энциклопедии по стратиграфии и региональной геологии и других фундаментальных публикаций.
Принимал активное участие в организации и проведении межведомственных стратиграфических совещаний, сыгравших большую роль в повышении качества геологосъемочных работ; на протяжении многих лет курировал соответствующие научно-исследовательские разработки в организациях Министерства геологии СССР.
Автор многочисленных научных публикаций.
С 1966 года — вице-президент Палеонтологического общества, с 1988 — Председатель Межведомственного стратиграфического комитета.

## Основные работы

### Геология
- Геология Северного Вьетнама. Ханой, 1965 (в соавт.);
- Биостратиграфия мезозойских кремнистых толщ Востока СССР. Л., 1972;
- Практическая стратиграфия. Л., 1984 (в соавт.).
- Стратиграфические кодексы. Теория и практическое использование (1996);
- Эскиз структуры и содержания теоретической стратиграфии (2009—2010)

### Воспоминания
- Четверть века в Комиссии по Геологической карте Мира = The quarter of the century in the Commission for the Geological map of the World The quarter of the century in the Commission for the Geological map of the World : записки вице-президента / А. И. Жамойда ; М-во природных ресурсов Российской Федерации, Федеральное агентство по недропользованию Российской Федерации, Всероссийский науч.-исслед. геологический ин-т им. А. П. Карпинского (ВСЕГЕИ). — СПб.: Изд-во ВСЕГЕИ, 2007. — 183 с. : ил., портр., цв. ил. — ISBN 978-5-93761-103-1
- Перелистывая память : учителя, коллеги, друзья : [сборник] / А. И. Жамойда; ответственный редактор О. В. Петров ; Всероссийский научно-исследовательский геологический институт им. А. П. Карпинского. — СПб.: ВСЕГЕИ, 2018. — 206, [1] с. : ил., цв. ил., портр. — ISBN 978-5-93761-269-4
- Минуты жизни нашей / А. И. Жамойда ; Всероссийский научно-исследовательский геологический институт им. А. П. Карпинского. — СПб.: ВСЕГЕИ, 2021. — 207, [1] с. : портр., цв. ил., ил., факс. — ISBN 978-5-93761-999-0

## Награды и звания
- 1944 — Медаль «За боевые заслуги»[8]
- 1945 — Медаль «За оборону Кавказа»
- 1962 — Медаль «За трудовое отличие»
- 1967 — Орден Труда (Вьетнам) 2 степени
- 1962 — Медаль Дружбы
- 1984 — Почётный разведчик недр (1984)
- 1971 — Орден «Знак Почёта»
- 1985 — Орден Отечественной войны 2 степени[9]
- 1986 — Орден Трудового Красного Знамени
- 1986 — Медаль «Ветеран труда»
- 2002 — Орден Почёта
- 2007 — Орден «За заслуги перед Отечеством» 4 степени.
- 2011 — Золотая медаль имени А. П. Карпинского, за совокупность работ в области геологии, палеонтологии, стратиграфии и геологического картирования
- 1982 — Заслуженный деятель науки РСФСР